# William Durward Connor

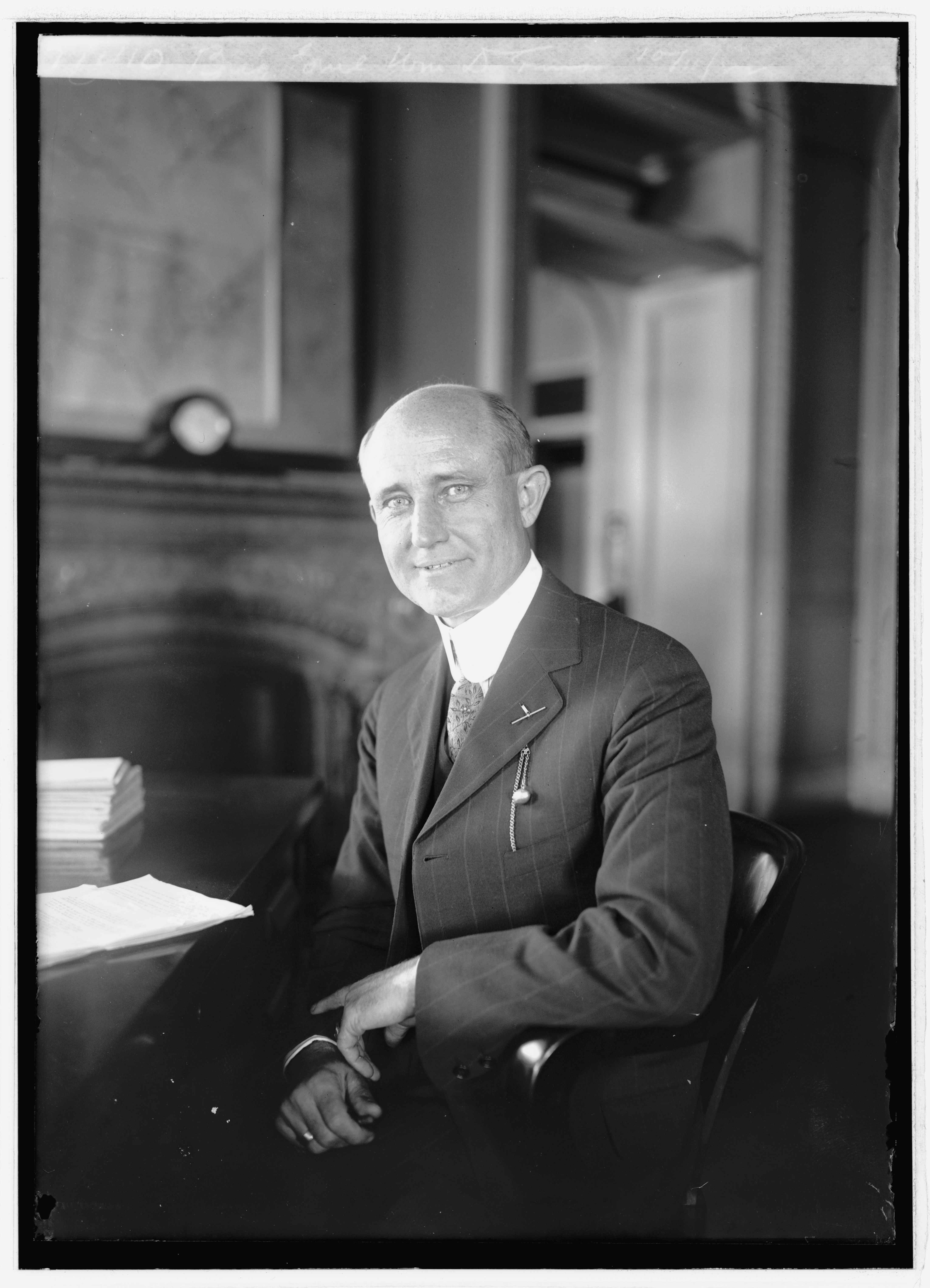
William Durward Connor

William Durward Connor (* 22. Februar 1874 in Newark, Rock County, Wisconsin; † 16. Juni 1960 in Washington, D.C.) war ein Generalmajor der United States Army. Er war unter anderem als Superintendent Leiter der Militärakademie West Point.
Nach seiner Schulzeit absolvierte William Connor zwischen dem 21. Juni 1893 und dem 11. Juni 1897 die Militärakademie in West Point. Anschließend wurde er als Leutnant dem United States Army Corps of Engineers zugeteilt. In der Armee durchlief er anschließend alle Offiziersränge vom Leutnant bis zum Zwei-Sterne-General. Bis zum Sommer 1898 war er zunächst in Portland in Oregon, dann in Willets Point im Bundesstaat New York und schließlich in San Francisco in Kalifornien stationiert. Danach nahm er am Spanisch-Amerikanischen Krieg sowie am Philippinisch-Amerikanischen Krieg teil. Für seine Tapferkeit auf den Philippinen wurde er später mit dem Silver Star ausgezeichnet. In den Jahren 1898 und 1899 war er in Manila für die Aufrechterhaltung der Wasserversorgung mitverantwortlich.
Nach seiner Rückkehr in die Vereinigten Staaten war Connor nach wie vor beim Corps of Engineers tätig. Dabei war er in verschiedenen Landesteilen der Vereinigten Staaten und im Jahr 1917 nochmal kurz auf den Philippinen eingesetzt. Hierbei ging es unter anderem um den Ausbau von Hafenbefestigungen oder die Instandhaltung der Infrastruktur an verschiedenen Flüssen landesweit. Außerdem diente er als Stabsoffizier. Zwischenzeitlich war er auch als Lehrer in West Point tätig (1904). Während des Ersten Weltkriegs war er als Stabsoffizier in Frankreich eingesetzt. Seit Juli 1918 war er Kommandeur der 63. Brigade, die der 32. Infanterie-Division unterstand. Danach war er bis 1920 Kommandeur der noch in Frankreich verbliebenen US-Truppen.
Anfang der 1920er Jahre bekleidete William Connor zunächst wieder einige Generalstabsaufgaben in den Vereinigten Staaten. Zwischen September 1921 und November 1922 war er im Kriegsministerium als Assistant Chief of Staff in der Logistikabteilung G-4 tätig. Von 1923 bis 1926 kommandierte er die amerikanischen Truppen in China. Ab September 1926 bis zum Januar 1928 war der inzwischen zum Generalmajor beförderte Connor als Nachfolger von Paul Bernard Malone Kommandeur der in Fort Sam Houston stationierten 2. Infanterie-Division. Danach leitete er bis 1932 das United States Army War College.
Im Jahr 1932 löste William Connor William Ruthven Smith als Leiter der Militärakademie in West Point ab. Dieses Amt bekleidete er bis 1938, als er von Jay Leland Benedict abgelöst wurde. Während seiner Zeit als Leiter der Akademie wurde im Jahr 1934 die von seinem Vorgänger initiierte und der Akademie angeschlossene Stewart Air National Guard Base in Betrieb genommen. Im Februar 1938 ging General Connor in den Ruhestand. Im Mai 1941 wurde er angesichts der drohenden Verwicklung der Vereinigten Staaten in den Zweiten Weltkrieg reaktiviert. Bis zum 31. März 1942 leitete er das Construction Advisory Committee im Kriegsministerium. Anschließend ging er endgültig in den Ruhestand.
Der mit Elsa Van Vleet Connor (1885–1961) verheiratete General starb am 16. Juni 1960 im Walter-Reed-Militärkrankenhaus in Washington und wurde auf dem Friedhof der Militärakademie West Point beigesetzt.

## Orden und Auszeichnungen
General William Connor erhielt im Lauf seiner militärischen Laufbahn unter anderem folgende Auszeichnungen:
- Army Distinguished Service Medal
- Silver Star 2-mal
- Order of the Bath (britisch)
- Orden der Ehrenlegion (französisch)
- Croix de guerre 1914–1918 (französisch)